# Frédéric Meyrieu
Frédéric Meyrieu (La Seyne-sur-Mer, 9 febbraio 1968) è un ex calciatore francese, di ruolo centrocampista.

## Carriera
Ha giocato nella prima divisione francese ed in quella svizzera.

## Palmarès

### Club

#### Competizioni nazionali
- Campionato francese: 1

Olympique Marsiglia: 1988-1989
- Coppa di Francia: 1

Olympique Marsiglia: 1988-1989